# Journal of Radiation Research
Journal of Radiation Research is een internationaal, aan collegiale toetsing onderworpen open access wetenschappelijk tijdschrift op het gebied van de biologie, radiologie, nucleaire geneeskunde en beeldvormend medisch onderzoek.
De naam wordt in literatuurverwijzingen meestal afgekort tot J. Radiat. Res.
Het wordt uitgegeven door Oxford University Press namens de Japan Radiation Research Society en de Japanese Society for Therapeutic Radiology and Oncology.
Het eerste nummer verscheen in 1960.